# Passaggio all'avello
Passaggio all'avello (Beep Prepared) è un film del 1961 diretto da Chuck Jones e co-diretto da Maurice Noble. È un cortometraggio d'animazione della serie Merrie Melodies, uscito negli Stati Uniti d'America l'11 novembre 1961. Ha come protagonisti Willy il Coyote e Beep Beep, e fu l'unico corto con il duo a venire candidato per l'Oscar al miglior cortometraggio d'animazione. È stato distribuito anche coi titoli Beep non ci casca, Bip preparato e, dal 1998, Beep bipede.

## Trama
Willy (Pulciosus semperaffamatus) aspetta il passaggio di Beep Beep (Corridor maisedutus) preparandosi a inseguirlo, ma l'uccello gli compare davanti all'improvviso e lo fa cadere all'indietro da un dirupo. Il coyote prova quindi a catturare o uccidere Beep Beep nei seguenti modi: 
- aspetta a bordo strada di sentire il suo verso e gli fa lo sgambetto, ma si tratta in realtà del clacson di un camion che gli appiattisce il piede;
- cerca di colpirlo con una freccia da un punto molto alto, ma si colpisce il naso con l'arco e cade all'indietro. Quindi, dopo una reazione a catena, finisce per restare schiacciato tra due rocce;
- cerca di farlo cadere in un tombino, ma Beep Beep porta via il buco come fosse un disco di gomma e, dopo che Willy lo insegue su un ponte, lo posiziona davanti a lui facendolo cadere giù;
- prova a inseguirlo con una tuta volante alimentata da un razzo, ma quest'ultimo esplode;
- dopo avergli fatto mangiare dei "semi di ferro", lo insegue usando dei pattini e un magnete legato in vita, ma finisce su una ferrovia e viene investito da un treno;
- fa in modo che un pezzo di carreggiata si sollevi su una molla tramite un dispositivo da lui manovrato, ma il blocco di cemento finisce su di lui;
- mette due mitragliatrici ai due lati della strada e le collega con una corda, ma Beep Beep al suo passaggio invece di tirarla la taglia di netto. Verificando il funzionamento, Willy attiva la trappola e rimane senza un pezzo di corpo;
- costruisce una piccola ferrovia per una slitta-razzo che però finisce per decollare e viaggiare nello spazio, finché Willy non esplode in un fuoco d'artificio trasformandosi nella costellazione simile al Sagittario.

## Distribuzione

### Edizioni home video

#### VHS
Italia
- Silvestro e Gonzales: Vincitori e vinti, 2ª parte (1985)[4]
- Wile E. Coyote & Road Runner n. 2 (ottobre 1990)
- Wile E. Coyote 1 (giugno 1993)
- Bugs Bunny & Beep Beep - Coniglio in fuga (febbraio 1998)

#### DVD e Blu-ray Disc
Il corto fu pubblicato in DVD-Video in America del Nord come extra nella seconda edizione di Splendore nell'erba, uscita il 3 febbraio 2009. Fu poi incluso nel secondo disco della raccolta Looney Tunes Platinum Collection: Volume Three, uscita in America del Nord in Blu-ray Disc il 12 agosto 2014 e in DVD il 4 novembre.